# 8.8 cm SK L/45
8,8 cm SK L/45 (нем. 8,8 cm Schnelladekanone Kaliberlänge 45 — 8,8-см скорострельная пушка длиной 45 калибров) — 88-миллиметровое корабельное артиллерийское орудие, разработанное и производившееся в Германской империи. Состояло на вооружении военно-морского флота Германии. Различными вариантами данного орудия были вооружены додредноуты, эсминцы и подводные лодки, а также перевооружены миноносцы типов V-1, G-7 и S-13 кайзеровского флота.
Орудие представляло собой усовершенствованный вариант 8,8 cm SK L/35. Модификация 8,8 cm FlaK L/45 применялась в качестве зенитного огневого средства корабельной ПВО, например на лёгких крейсерах, таких как «Эмден» и некоторых типа «К» (до замены её на 8,8 cm SK C/32), а также на эскадренных броненосцах типа «Дойчланд» («Шлезиен» и «Шлезвиг-Гольштейн»). В 1930-х годах практически все имевшиеся в наличии модификации 8,8 cm SK L/45 и 8,8 cm FlaK L/45 были модернизированы для применения 88-мм выстрелов поступившей на вооружение пушки 8,8 cm SK C/30, после чего имели одинаковые с нею баллистические характеристики. К концу 1930-х годов многие орудия данного типа на военных кораблях Германии были заменены на более современные 8,8 cm SK C/30 и 8,8 cm SK C/35, тем не менее в кригсмарине после начала Второй мировой войны оставшиеся на хранении различные варианты данных артиллерийских установок (АУ) использовались для вооружения некоторых мобилизованных гражданских судов.

## Модификации
88-мм АУ сначала имела одну модификацию (8,8 cm SK L/45), позже на вооружение были приняты ещё 2 модификации, устанавливаемые на соответствующие лафеты:
- 8,8 cm SK L/45 — первоначально устанавливалась на лафет MPL C/06 (нем. Mittelpivotlafette Construktionsjahr 1906 — вертлюжный лафет образца 1906 года)[3], позже на лафет MPL C/13 (вертлюжный лафет образца 1913 года) и его модификацию MPL C/13 apt. (сокр. от нем. aptiert — адаптированный)[4];
- 8,8 cm FlaK L/45 (нем. 8,8 cm Flugabwehrkanone L/45 — 8,8-см зенитная пушка пушка длиной 45 калибров) — устанавливалась на лафеты MPL C/13 и MPL C/13 apt.[4];
- 8,8 cm TbtsK L/45 (нем. 8,8 cm Torpedobootskanone L/45 — 8,8-см миноносная пушка длиной 45 калибров) — устанавливалась на лафет TbtsL C/13 (Torpedobootslafette C/13 — миноносный лафет образца 1913 года).

Лафеты MPL C/06 и MPL C/13 комплектовались щитовыми прикрытиями, при этом щитовое прикрытие MPL C/13 отличалось от MPL C/06 своей полусферической формой.
Модификации 8,8 cm SK L/45 и 8,8 cm FlaK L/45, доработанные под применение выстрелов 8,8 cm SK C/30, имели обозначение (nR), добавлявшееся к обозначению орудия, например: 8,8 cm FlaK L/45 (nR) — сокр. от (nachgebohrte Rohre), в переводе с нем. — «расточенный ствол». Модификация 8,8 cm TbtsK L/45 не дорабатывалась — на ней применялись 88-мм выстрелы старого образца.
Угол возвышения ствола АУ на соответствующих лафетах:
- MPL C/06: −10°…+25°[3];
- MPL C/13: −10°…+70°;
- TbtsL C/13: −10°…+25°.

## Галерея

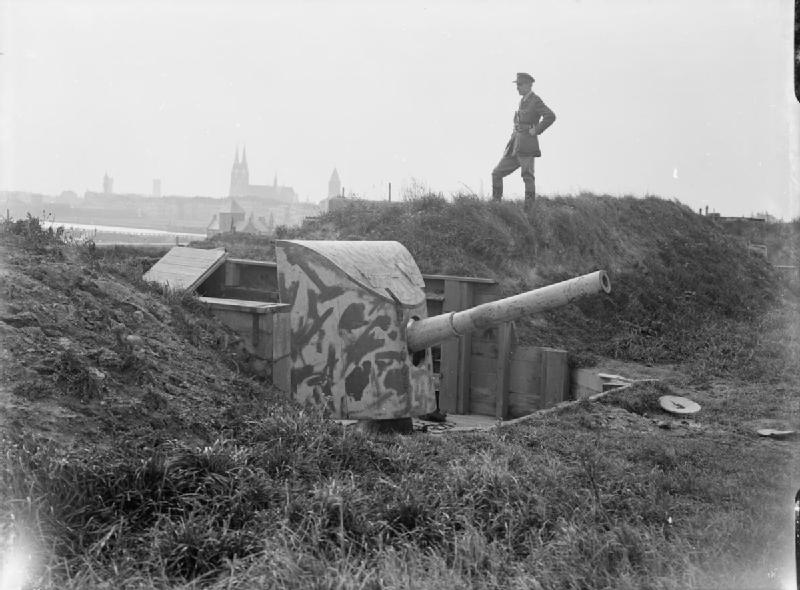
8,8 cm SK L/45 береговой артиллерии на лафете MPL C/06 (бывшая немецкая береговая батарея «Эйлау» [нем. Eylau] в Остенде; 19 октября 1919 года).
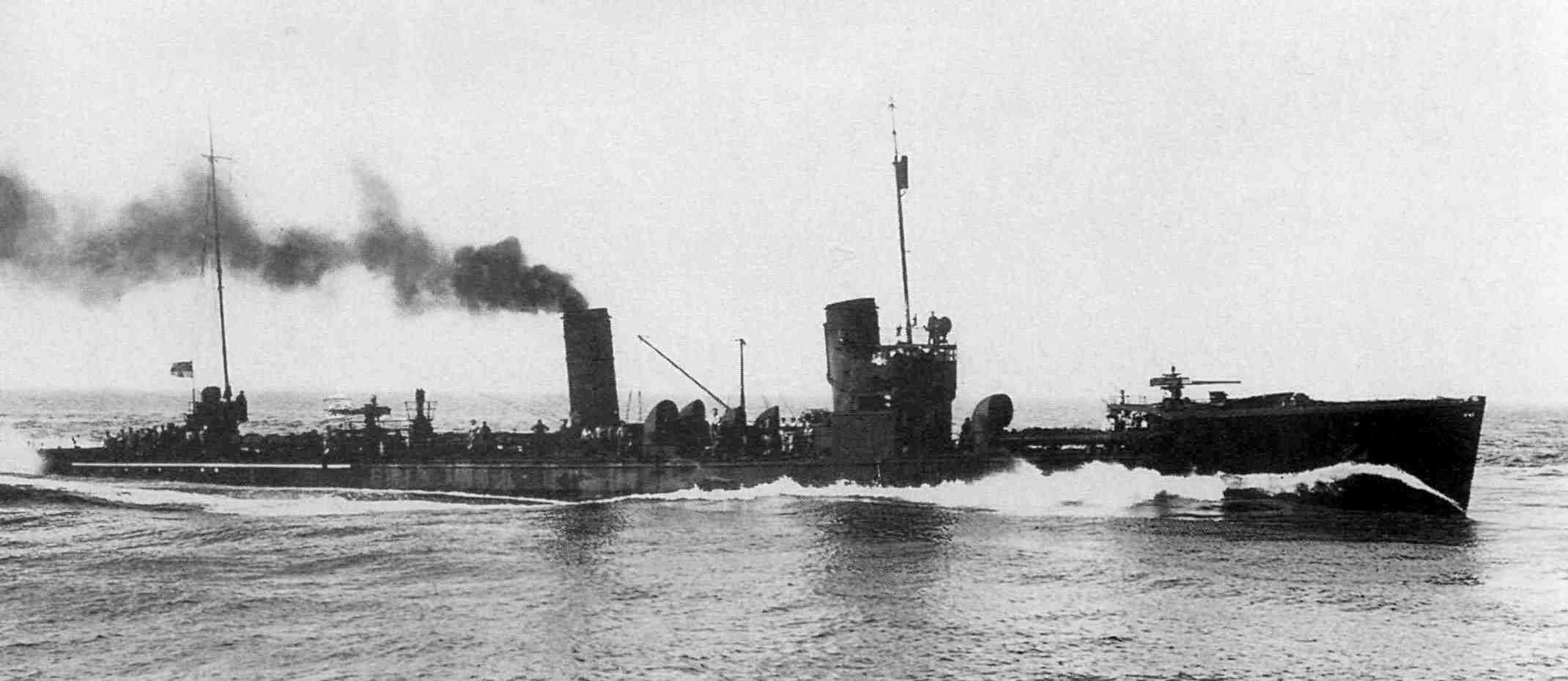
8,8 cm TbtsK L/45 на лафетах TbtsL C/13 (немецкий миноносец V-43 типа V-25; 1915—1918 годы).
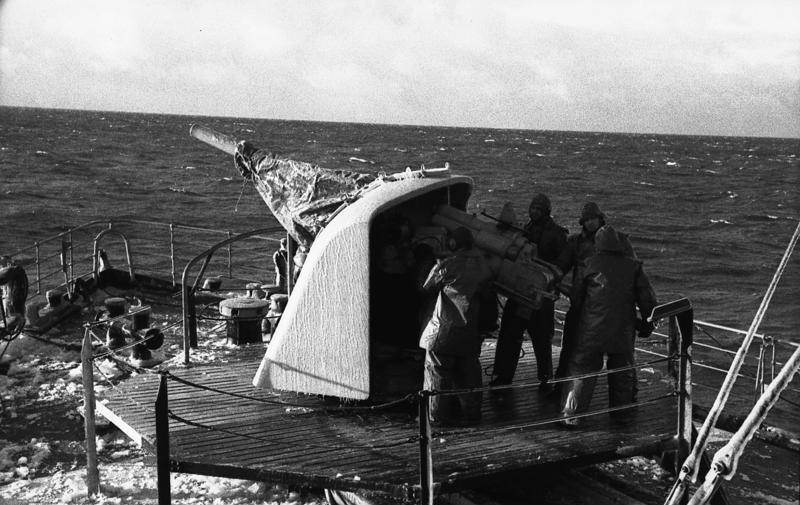
Носовая 8,8 cm FlaK L/45 на лафете MPL C/13 (немецкий минный заградитель «Ганзештадт Данциг»[нем.] — бывшее пассажирское судно судоходной компании NDL, мобилизованное в состав кригсмарине в начале Второй мировой войны; 1939 год).